# Pod-canal
Un pod-canal este o structură de pod care permite unui curs de apa traversarea unui alt curs de apă sau a unei văi. Un exemplu foarte cunoscut este podul-canal din Magdeburg.